# Moasjön (Lidhults socken, Småland)
Moasjön är en sjö i Ljungby kommun i Småland och ingår i Lagans huvudavrinningsområde. Sjön har en area på 0,264 kvadratkilometer och ligger 152 meter över havet. Vid provfiske har bland annat abborre, braxen, gers och gädda fångats i sjön.

## Delavrinningsområde
Moasjön ingår i det delavrinningsområde (630923-136246) som SMHI kallar för Utloppet av Unnen. Medelhöjden är 154 meter över havet och ytan är 73,67 kvadratkilometer. Räknas de 7 avrinningsområdena uppströms in blir den ackumulerade arean 201,93 kvadratkilometer. Lidhultsån som avvattnar avrinningsområdet har biflödesordning 3, vilket innebär att vattnet flödar genom totalt 3 vattendrag innan det når havet efter 134 kilometer. Avrinningsområdet består mestadels av skog (57 procent). Avrinningsområdet har 17,3 kvadratkilometer vattenytor vilket ger det en sjöprocent på 23,5 procent. Bebyggelsen i området täcker en yta av 0,5 kvadratkilometer eller 1 procent av avrinningsområdet.

## Fisk
Vid provfiske har följande fisk fångats i sjön:
- Abborre
- Braxen
- Gärs
- Gädda
- Mört